# Karl Moritz Schumann
Karl Moritz Schumann (Görlitz,7 juni, 1851 – Berlijn, 22 maart 1904) was een Duitse botanicus.
Dr. Schumann was de curator van de Botanischer Garten Berlin in Berlin-Dahlem van 1880 tot 1894. Hij was ook de eerste voorzitter van de Deutsche Kakteen-Gesellschaft (Duitse Cactus Vereniging), opgericht op 6 november 1892.
Schumann werkte mee aan Die Natürlichen Pflanzenfamilien door  Adolf Engler en Karl Prantl en aan de Flora Brasiliensis door Carl von Martius. 
De genera Schumannianthus (Gagnepain), Schumanniophyton (Harms), Schumannia (Kuntze) en diverse soorten werden naar hem vernoemd, waaronder:
| - Abelia schumannii - Cycas schumanniana - Cyperus karlschumannii - Mammillaria schumannii - Notocactus schumannianus | - Pavetta schumanniana - Psychotria schumanniana - Rubia schumanniana - Vangueria schumanniana |

### Bron
Dit artikel of een eerdere versie ervan is een (gedeeltelijke) vertaling van het artikel Karl Moritz Schumann op de Engelstalige Wikipedia, dat onder de licentie Creative Commons Naamsvermelding/Gelijk delen valt. Zie de bewerkingsgeschiedenis aldaar.
- Bibsys: 1071995
- Bibliothèque nationale de France: cb123834024 (data)
- Author citation (botany): K.Schum.
- CiNii: DA05355692
- Gemeinsame Normdatei: 117294713
- International Standard Name Identifier: 0000 0001 1035 3852
- Library of Congress Control Number: nr00025437
- Nationale Bibliotheek van Tsjechië: mub2013792019
- Nationale Bibliotheek van Israël: 987007284248805171
- Nederlandse Thesaurus van Auteursnamen: 155576798
- Réseau des bibliothèques de Suisse occidentale: 02-A018721771
- Istituto Centrale per il Catalogo Unico: LO1V173549
- Système universitaire de documentation: 032893035
- Museum of New Zealand Te Papa Tongarewa: 51286
- Virtual International Authority File: 72148752178941201459
- WorldCat: E39PBJcBV4GDJG6V7GyDVVmPQq